# Фейдман, Гиора
Гиора Фейдман (род. 25 марта 1936, Буэнос-Айрес) — израильский кларнетист-виртуоз, исполнитель клезмерской музыки.

## Биография
Родился в семье музыкантов-клезмеров, эмигрантов из Кишинёва. Его отец Лейви Гедальевич Фейдман (1903—1980) до эмиграции учился в Королевской консерватории в Бухаресте, дед играл на тромбоне, брат отца — композитор и пианист Давид Федов. С детства впитывал азы этого искусства. Получил также академическое образование в консерватории Буэнос-Айреса. Будучи студентом играл в оркестре оперного театра «Колон».
В 1956 году Гиора Фейдман репатриируется в Израиль, где играет в Израильском симфоническом оркестре. Репертуар Г. Фейдмана чрезвычайно разнообразен — от собственных обработок до пьес Гершвина и Бернстайна. Преподаёт в Иерусалимской академии музыки и танца имени С. Рубина и Бар-Иланском университете.
Гиора Фейдман — исследователь истоков еврейской музыки, собиратель мелодий евреев-выходцев из разных стран мира. С 1976 года — гастролирующий кларнетист. Среди специально написанных для него композиций: «Королевская фанфара» (А. Хайду), «Голем» (Б. Оливейро), «Воздаяние праведнику» (Н. Шериф), «Еврейская свадьба» (Б. Пиговат). Любимым и исполняемым композитором Г. Фейдмана является Астор Пьяццолла, значительную часть произведений которого он переложил для кларнета.
Г. Фейдман также автор многочисленных клезмерских композиций и переложений классической музыки. Выступает с такими коллективами как Иерусалимский симфонический оркестр, Израильский филармонический оркестр, Израильская камератта, квартеты «Гершвин», «Ардитти» и «Кронос», камерный ансамбль Kremlin, Нью-Йоркский симфонический оркестр, Берлинский симфонический оркестр, международный симфонический оркестр Германии и многими другими.
По приглашению Стивена Спилберга сыграл соло на кларнете для саундтрека к фильму "Список Шиндлера", который получил семь премий "Оскар".